# Fiersbach
Fiersbach là một đô thị thuộc huyện Altenkirchen, bang Rheinland-Pfalz, phía tây nước Đức. Đô thị Fiersbach có diện tích 3,04 km², dân số thời điểm ngày 31 tháng 12 năm 2006 là 287 người.